# Nowinka (gemeente)
De gemeente Nowinka is een landgemeente in het Poolse woiwodschap Podlachië, in powiat Augustowski.
De zetel van de gemeente is in Nowinka.
In 2006 telde de gemeente 2795 inwoners.

## Oppervlakte gegevens
In 2002 bedroeg de totale oppervlakte van gemeente Nowinka 203,84 km², waarvan:
- agrarisch gebied: 27%
- bossen: 61%

De gemeente beslaat 12,29% van de totale oppervlakte van de powiat.

## Demografie
Stand op 30 juni 2004:
| Omschrijving                   | Totaal | Totaal | Vrouwen | Vrouwen | Mannen | Mannen |
| ------------------------------ | ------ | ------ | ------- | ------- | ------ | ------ |
| eenheid                        | aantal | %      | aantal  | %       | aantal | %      |
| inwoners                       | 2786   | 100    | 1349    | 48,4    | 1437   | 51,6   |
| bevolkingsdichtheid (inw./km²) | 13,7   | 13,7   | 6,6     | 6,6     | 7      | 7      |

In 2002 bedroeg het gemiddelde inkomen per inwoner 1506 zł.

## Plaatsen
Ateny (Podlachië), Barszczowa Góra, Blizna, Bryzgiel, Cisówek, Danowskie, Dora, Józefówo, Juryzdyka, Kopanica, Krusznik, Monkinie, Nowe Gatne, Nowinka, Olszanka, Osińska Buda, Pijawne Polskie, Pijawne Wielkie, Podkrólówek, Podnowinka, Pólko, Podnowinka, Powały, Sokolne, Stare Gatne, Strękowizna, Szczeberka, Szczebra, Szczepki, Tobołowo, Walne.

## Aangrenzende gemeenten
Augustów, Augustów, Giby, Płaska, Raczki, Suwałki